# Zolna (település)
Zolna (szlovákul: Zolná) Zólyom városrésze, egykor önálló község Szlovákiában, a Besztercebányai kerületben, a Zólyomi járásban.

## Fekvése
Zólyom központjától 8 km-re északkeletre fekszik.

## Története
A falut még 1294-ben kapták birtokosai III. András királytól királyi adományként, a Borsa-fiak lázadásának leverésekor mutatott vitézségükért. A települést 1311-ben említik először, amikor birtokosai Zólyomi Tóbiás fiai Bitó és Zobratha comesek. Mivel a testvérek fiú utód nélkül haltak el, a birtokot unokafivérük unokája, Zolnai Tamás örökölte. Egyházát Szent István vértanú tiszteletére alapították. A falut és egyházát az 1332 és 1337 között kelt pápai tizedjegyzék is említi, amikor János nevű papja 4 márka adót fizetett. 1351-ben a falu Madách fia Pál unokáié, a Zolnay család őseié lett. A 14. század végétől a véglesi királyi váruradalom tartozéka. A Zolnay család mindvégig birtokos a településen.
A 18. század végén Vályi András így ír róla: „ZOLNA. Tót falu Zólyom Várm. földes Urai H. Eszterházy, és Zolnay Uraságok, lakosai külömbfélék, fekszik N. Szalatnának szomszédságában, mellynek filiája; határja hasonló Kis Szalatnáéhoz.”
Fényes Elek 1851-ben kiadott geográfiai szótárában így ír a faluról: „Zsolna, Zólyom m. tót falu, Zólyomhoz keletészakra egy mértföldnyire: 84 kath., 385 evang. lak. Mind földe mind réte termékeny. Erdeje is van. F. u. h. Eszterházy és a Zsolnay nemzetség.”
1910-ben 539, túlnyomórészt szlovák lakosa volt. A trianoni diktátumig Zólyom vármegye Nagyszalatnai járásához tartozott.

## Nevezetességei
- Szent Mátyás apostol tiszteletére szentelt kora gótikus temploma 13. századi, erődített fal övezi. A 14. századból származó gótikus falfestmények díszítik.
- A Zolnay-kastély középkori alapokon épült, a 17. században várkastéllyá kiépített, majd 1760-ban átalakított épülete 1944-ben súlyosan megrongálódott. Ma is elhagyatott, romos állapotban áll.